# Stick 2 the Script
Stick 2 the Scipt è il secondo album del beatmaker statunitense Statik Selektah, uscito per Showoff Records e Brick Records il 17 ottobre del 2008.

## Descrizione e ricezione
L'album è composto da 18 tracce prodotte da Statik Selektah, su cui si alterna una vasta gamma di artisti, tra cui Jadakiss, Q-Tip e Talib Kweli, i meno conosciuti Jon Hope e Reks ed una serie di artisti hip hop del Massachusetts, da dove proviene il produttore, ospitati sulla traccia "Streets of M.A.".
Le produzioni sono molto varie, così come le liriche, si va dal battle rap di Get Out the Way alle canzoni d'amore, come Talkin' Bout You (Ladies), a riflessioni sull'industria musicale, come To the Top (Stick 2 the Script).
L'album fu accolto positivamente, anche se si fece strada l'idea che fosse troppo vicino al precedente Spell My Name Right: The Album, più una continuazione che un nuovo progetto a sé stante.. Dell'album è uscita anche una versione strumentale.
DJ Premier ha posizionato l'album al terzo posto nella sua personale Top20 degli album del 2008.
| Recensione | Giudizio |
| ---------- | -------- |
| RapReviews | [ 3 ]    |
| Pitchfork  | [ 4 ]    |
| XXL        | [ 5 ]    |
| HipHopDX   | [ 6 ]    |

## Tracce
1. Stick 2 the Script (Intro) – 0:54
2. To the Top (Stick 2 the Script) (featuring Cassidy, Saigon & Termanology) – 3:41
3. For the City (featuring M.O.P. & Jadakiss) – 3:43
4. Get Out the Way (featuring Bun B & Cory Mo) – 2:55
5. All 2gether Now (featuring Freeway, Peedi Crakk & Young Chris) – 3:29
6. Interlude (featuring Q-Tip) – 0:42
7. Church (featuring Termanology) – 2:41
8. Talkin Bout You (Ladies) (featuring Skyzoo, Joell Ortiz & Talib Kweli) – 3:37
9. On the Marquee (featuring Little Brother, Joe Scudda & Chaundon) – 3:44
10. Mr. Popularity (featuring Consequence) – 2:28
11. Interlude (featuring Mad Rapper) – 1:12
12. This Is It (Showoff Remix) (featuring Black Rob, D-Dot & Redman) – 3:06
13. So Good (Live From The Bar) (featuring Naledge, Reks & CL Smooth) – 4:04
14. Streets of M.A. (featuring Masspike Miles, Termanology, SuperSTah Snuk, Reks, Slaine, Ea$y Money, Frankie Wainwright & Smoke Bulga) – 4:42
15. Sounds of the Street (Interlude) (featuring JFK) – 1:20
16. Destined to Shine (featuring Torae, Sha Stimuli & Jon Hope) – 3:20
17. Cali Nights (featuring Glasses Malone, Mistah F.A.B. & Novel) – 3:03
18. Take It All Back (featuring Reks, Ea$y Money, Royce Da 5'9" & Paula Campbell) – 3:56